# John Moberg

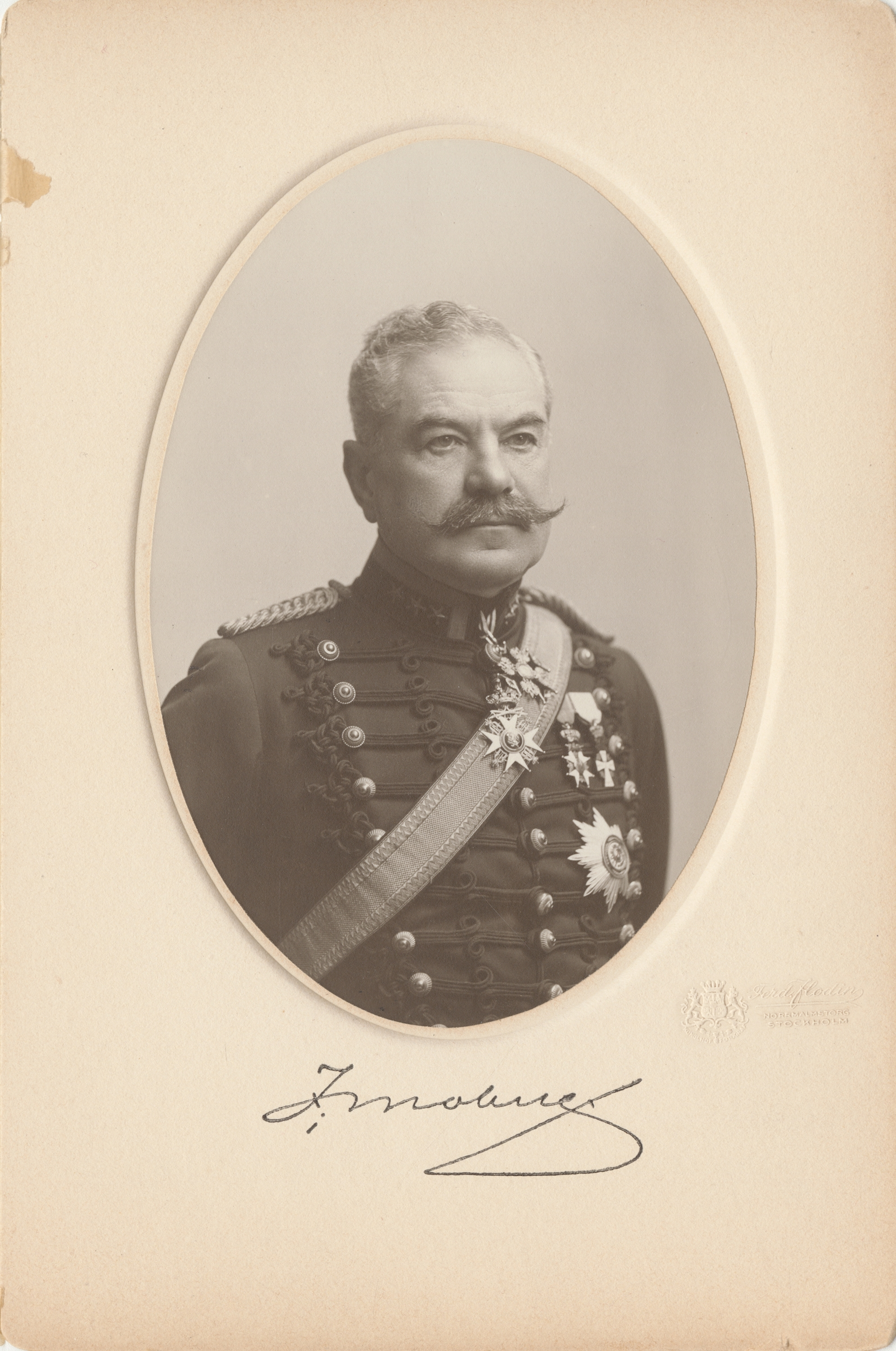
John Moberg

John Agaton Moberg, född den 28 april 1858 i Gävle, död den 9 maj 1911 i Stockholm, var en svensk militär. 
Moberg blev underlöjtnant vid Svea artilleriregemente 1877, löjtnant där 1883 och kapten där 1893. Han blev artilleristabsofficer 1892 och chef för Artilleristaben 1903. Moberg befordrades till major i armén sistnämnda år, vid regementet samma år, till överstelöjtnant och chef för Positionsartilleriregementet 1904, till överste i armén 1908 och vid regementet 1909. Han blev ledamot i direktionen över Arméns pensionskassa 1905. Moberg invaldes som ledamot av Krigsvetenskapsakademiens andra klass 1899. Han blev riddare av Svärdsorden samma år. Moberg var gift med Maria Björkman. Makarna vilar på Norra begravningsplatsen utanför Stockholm.